# Братиславские коронации

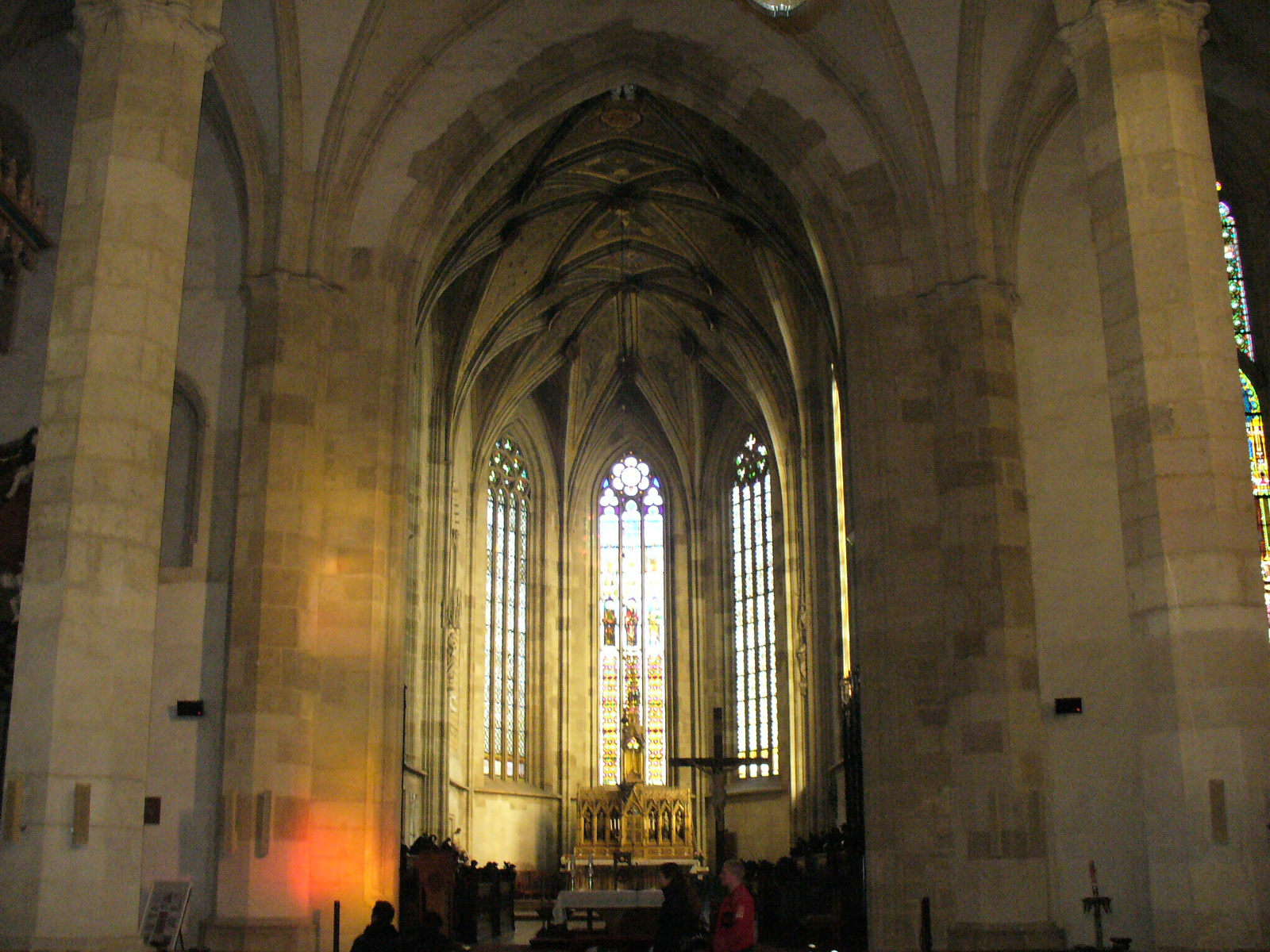
Вид на пресвитерий братиславского Собора святого Мартина, некогда бывшего местом коронации. На стене, в левой части, находится список всех коронованных здесь венгерских королей

Братиславские коронации, Коронации в Братиславе (словац. Bratislavské korunovácie) — торжественные мероприятия, связанные с коронациями венгерских монархов, проходившими в Братиславе (по-венгерски Пожонь) с 1563 по 1830 год.
После Мохачской катастрофы в августе 1526 года и турецкой оккупации южных районов Венгрии, в том числе, Буды, коронационного города Секешфехервар и Эстергома, в высшей степени актуальной стала необходимость появления нового административного центра страны. Это должен был быть город, в котором бы были гарантированы безопасность монарха и высшего духовенства, и в то же время который бы находился недалеко от Вены. Выбор пал на город Братиславу.
На мохачских полях в числе прочих, не оставив после себя наследника, погиб венгерский король Людовик II Ягеллонский. Новым кандидатом на освободившийся трон стал зять покойного короля Фердинанд I, выбранный королём в братиславской францисканской церкви 17 декабря 1526 года. Несмотря на то, что он был коронован ещё в Секешфехерваре, следующий акт коронации нового венгерского короля (Максимилиана II, сына Фердинанда) состоялся уже в Братиславе.
Братислава, став новым коронационным городом, в этот период пережила свой наибольший расцвет. Здесь стал заседать Парламент Королевства, она стала резиденцией короля, примаса Венгрии и важнейших институтов страны.

## Таблица Братиславских коронаций в 1563 – 1830 годах
| Имя коронуемой особы       | Годы правления | Дата коронации          | Примечания                    |
| Максимилиан II             | 1564 – 1576    | 8.9.1563                |                               |
| Мария Испанская            | 9.9.1563       | супруга Максимилиана II |                               |
| Рудольф II                 | 1576 – 1608    | 25.9.1572               |                               |
| Матьяш II                  | 1608 – 1619    | 19.11.1608              |                               |
| Анна Тирольская            |                | 25.3.1613               | супруга Матьяша II            |
| Фердинанд II               | 1619 – 1637    | 1.7.1618                |                               |
| Элеонора Гонзага           |                | 26.7.1622               | вторая супруга Фердинанда II  |
| Мария-Анна Испанская       |                | 14.2.1638               | первая супруга Фердинанда III |
| Фердинанд IV Габсбургский  |                | 16.6.1647               | самостоятельно не правил      |
| Элеонора Магдалена Гонзага |                | 6.6.1655                | третья супруга Фердинанда III |
| Леопольд I                 | 1657 – 1705    | 27.6.1655               |                               |
| Иосиф I                    | 1705 – 1711    | 9.12.1687               |                               |
| Карл VI                    | 1711 – 1740    | 22.5.1712               |                               |
| Елизавета Кристина         |                | 18.10.1714              | супруга Карла VI              |
| Мария Терезия              | 1740 – 1780    | 25.6.1741               |                               |
| Леопольд II                | 1790 – 1792    | 15.11.1790              |                               |
| Мария Людовика Моденская   |                | 7.9.1808                | третья супруга Ференца II     |
| Kаролина Августа Баварская |                | 25.9.1825               | четвёртая супруга Ференца II  |
| Фердинанд V                | 1835 – 1848    | 28.9.1830               |                               |

## Внешние источники
- Штефан Голчик: Коронационные торжества в Братиславе в 1563 – 1830 годах, Братислава, 1986